# إنتيليجنت كيوب
انتيليجنت كيوب (بالإنجليزية:Intelligent Qube) لعبة فيديو من نوع ألغاز من تطوير شركة إبيك ونشر وتوزيع شركة سوني إنتراكتيف إنترتينمنت صدرت لأول مره في 31 يناير 1997 في اليابان وتعمل على جهاز بلاي ستيشن.
في عام 2018 ظهرت اللعبة على جهاز بلاي ستيشن كلاسيك.

## روابط خارجية
- انتيليجنت كيوبعلى موقع بلاي ستيشن